# Яричев, Умар Денелбекович
Ума́р Денелбе́кович Я́ричев (22 июня 1941, Кулары, Чечено-Ингушская АССР, РСФСР, СССР — 11 июня 2020) — чеченский поэт. Песни на его стихи пели такие известные певцы, как Али Димаев, Александр Барыкин, Имам Алимсултанов, Бекхан Барахоев, Магомед Ясаев и другие.

## Биография
23 февраля 1944 года был депортирован с семьёй в Казахскую ССР. Их семья попала на в Тюлькубас Туркестанской области. Там выучил русский язык в общеобразовательной школе и начал писать стихи. Впервые опубликовался в газете «Заветы Ильича». Про депортацию он позже писал:
Зима… февраль… сорок четвёртый год…
Тогда мне тоже был четвёртый год…
И я, конечно, вряд ли понимал,
Кто мне судьбу корёжил и ломал
В 1957 году сразу после ограничений он с семьёй вернулся в Кулары. Учёбу продолжил в Алханкалинской средней школе. С 1960 годов Умар Яричев создаёт поэтические произведения, ставшие впоследствии яркими и значимыми для российской культуры.
Вернувшись на родину из Казахстана, он с отличием окончил Московский Экономический Институт. Жил и работал в Грозном. Издавал сборники стихов. Состоял в Союзе писателей СССР. Его стихи были опубликованы в различных журналах и газетах.
Во время Второй чеченской войны был ранен, потерял жену и мать.
Скончался 11 июня 2020 года после длительной болезни.

## Творчество
В творчестве поэта основное место занимают стихи про Кавказскую войну, а также про исторические личности как имам Мансур, Зелимхан, Шамиль, Байсангур Беноевский. Также в его поэзии большое место уделено Гражданской войне и его участников. Портреты белых генералов в них показаны с позитивной стороны. После прочтения его стихов с ним связалась внучатая племянница Врангеля и пригласила к ним в Бельгию и подарила ему семейный серебряный кинжал.
Особое место в произведениях Яричева занимают войны в Чечне на рубеже ХХ и ХXI века.
Поэзия Умара отличается глубокой философской и патриотичной направленностью. Стихи написаны живым литературным языком.

## Сборники стихов
- «Встреча в пути»;
- Яричев У. Д. Исток. — Грозный: Чечено-Ингушское книжное издательство, 1979. — 44 с.
- Яричев У. Д. Тропою памяти. — Грозный: Чечено-Ингушское книжное издательство, 1989. — 124 с. — ISBN 5766601441.
- Яричев У. Д. Лавина времени. — М.: Книга, 1990. — 252 с.
- Яричев У. Д. Избранное. — Грозный: ФГУП Издательско-полиграфический комплекс «Грозненский рабочий», 2011. — 512 с. — ISBN 5431400134.
- Яричев У. Д. Полвека в лирике. — Грозный: ФГУП Издательско-полиграфический комплекс «Грозненский рабочий», 2013. — 656 с. — 2500 экз. — ISBN 978-5-4314-0103-9.
- Яричев У. Д. Тропа надежды. — Элиста: «Джангар», 2017. — 528 с.